# Rennrodel-Weltmeisterschaften 2016
Die 46. Weltmeisterschaften im Rennrodeln wurden zwischen dem 29. und dem 31. Januar 2016 auf der Kombinierten Kunsteisbahn am Königssee ausgetragen.
Die Titelkämpfe wurden durch den Weltverband FIL am 16. Juni 2012 auf seinem Kongress in Riga vergeben. Nach dem Rückzug des Mitbewerbers Sotschi war die Bahn am Königssee der einzig verbliebene Bewerber. Bei diesen Titelkämpfen wurden zum ersten Mal in der Disziplin Sprint Medaillen vergeben. Dafür hatten sich jeweils 15 Schlitten zuvor qualifiziert.

## Zeitplan
| Datum           | Uhrzeit | Disziplin                           |
| --------------- | ------- | ----------------------------------- |
| 29. Januar 2016 | 09:00   | Qualifikation Sprint                |
| 29. Januar 2016 | 14:45   | Sprint Weltmeisterschaften          |
| 30. Januar 2016 | 12:45   | 1. Rennlauf Doppelsitzer der Männer |
| 30. Januar 2016 | 14:00   | 2. Rennlauf Doppelsitzer der Männer |
| 30. Januar 2016 | 15:20   | 1. Rennlauf Einsitzer der Damen     |
| 30. Januar 2016 | 17:05   | 2. Rennlauf Einsitzer der Damen     |
| 31. Januar 2016 | 10:15   | 1. Rennlauf Einsitzer der Männer    |
| 31. Januar 2016 | 12:25   | 2. Rennlauf Einsitzer der Männer    |
| 31. Januar 2016 | 14:00   | Team-Staffel                        |

## Ergebnisse

### Männer
| Platz | Sportler             | Nation             | Endzeit      |
| ----- | -------------------- | ------------------ | ------------ |
| 1     | Felix Loch           | Deutschland        | 1:38,864 min |
| 2     | Ralf Palik           | Deutschland        | 1:39,287 min |
| 3     | Wolfgang Kindl       | Österreich         | 1:39,553 min |
| 4     | Christopher Mazdzer  | Vereinigte Staaten | 1:39,733 min |
| 5     | Andi Langenhan       | Deutschland        | 1:39,869 min |
| 6     | Tucker West          | Vereinigte Staaten | 1:40,181 min |
| 7     | David Gleirscher     | Österreich         | 1:40,224 min |
| 8     | Semjon Pawlitschenko | Russland           | 1:40,229 min |

Weitere Reihenfolge
| Platz | Sportler             | Land |
| ----- | -------------------- | ---- |
| 9     | Armin Frauscher      | AUT  |
| 10    | Riks Rozītis         | LVA  |
| 11    | Johannes Ludwig      | GER  |
| 12    | Mitchel Malyk        | CAN  |
| 13    | Roman Repilow        | RUS  |
| 14    | Kevin Fischnaller    | ITA  |
| 15    | Dominik Fischnaller  | ITA  |
| 16    | Stepan Fedorow       | RUS  |
| 17    | Reinhard Egger       | AUT  |
| 18    | Valentin Crețu       | ROU  |
| 19    | Jozef Ninis          | SVK  |
| 20    | Maciej Kurowski      | POL  |
| 21    | Wojciech Chmielewski | POL  |
| 22    | Emanuel Rieder       | ITA  |
| 23    | Taylor Morris        | USA  |
| 24    | Maksim Arawin        | RUS  |
| 25    | Kristaps Mauriņš     | LVA  |
| 26    | Ondřej Hyman         | CZE  |
| 27    | Andriy Mandziy       | UKR  |
| 28    | Aidan Kelly          | USA  |
| 29    | Reid Watts           | CAN  |
| 30    | Anton Dukach         | UKR  |
| 31    | Alexander Ferlazzo   | AUS  |
| 32    | Hidenari Kanayama    | JPN  |
| 33    | Rupert Staudinger    | GBR  |
| 34    | Pawel Angelow        | BGR  |
| 35    | Theo Gruber          | ITA  |
| 36    | Tilen Sirše          | SVN  |
| 37    | Lim Nam-kyu          | KOR  |
| 38    | Kim Dong-hyeon       | KOR  |
| 39    | Daniel Popa          | ROU  |
| 40    | Kang Doung-kyu       | KOR  |
| DNF   | Artūrs Dārznieks     | LVA  |
| DNF   | Inārs Kivlenieks     | LVA  |

### Frauen
| Platz | Sportlerin           | Nation             | Endzeit      |
| ----- | -------------------- | ------------------ | ------------ |
| 1     | Natalie Geisenberger | Deutschland        | 1:40,799 min |
| 2     | Martina Kocher       | Schweiz            | 1:41,038 min |
| 3     | Tatjana Iwanowa      | Russland           | 1:41,055 min |
| 4     | Tatjana Hüfner       | Deutschland        | 1:41,056 min |
| 5     | Elīza Cauce          | Lettland           | 1:41,154 min |
| 6     | Julia Taubitz        | Deutschland        | 1:41,556 min |
| 7     | Summer Britcher      | Vereinigte Staaten | 1:41,561 min |
| 8     | Erin Hamlin          | Vereinigte Staaten | 1:41,570 min |

Weitere Reihenfolge
| Platz | Sportlerin            | Land |
| ----- | --------------------- | ---- |
| 9     | Alex Gough            | CAN  |
| 10    | Wiktorija Demtschenko | RUS  |
| 11    | Kimberley McRae       | CAN  |
| 12    | Jekaterina Baturina   | RUS  |
| 13    | Arianne Jones         | CAN  |
| 14    | Emily Sweeney         | USA  |
| 15    | Sandra Robatscher     | ITA  |
| 16    | Birgit Platzer        | AUT  |
| 17    | Andrea Vötter         | ITA  |
| 18    | Madeleine Egle        | AUT  |
| 19    | Ewa Kuls              | POL  |
| 20    | Dajana Eitberger      | GER  |
| 21    | Katrin Heinzelmaier   | AUT  |
| 22    | Raluca Strămăturaru   | ROU  |
| 23    | Sung Eun-ryung        | KOR  |
| 24    | Jekaterina Katnikowa  | RUS  |
| 25    | Choi Eun-ju           | KOR  |
| 26    | Raychel Germaine      | USA  |
| 27    | Gry Martine Mostue    | NOR  |
| 28    | Karoline Melås        | NOR  |
| 29    | Daria Obratov         | CRO  |
| 30    | Viera Gbúrová         | SVK  |
| 31    | Tereza Nosková        | CZE  |
|       | Natalie Maag          | CHE  |
| 33    | Olena Stezkiw         | UKR  |
| 34    | Anastasia Polusytok   | UKR  |
| 35    | Olena Schchumowa      | UKR  |
| 36    | Natalia Wojtuściszyn  | POL  |
| 37    | Ulla Zirne            | LVA  |
| 38    | Katarína Šimoňáková   | SVK  |
| 39    | Jung Hye-sun          | KOR  |
| DNF   | Miriam Kastlunger     | AUT  |

### Doppelsitzer
| Platz | Sportler                           | Nation      | Endzeit      |
| ----- | ---------------------------------- | ----------- | ------------ |
| 1     | Tobias Wendl Tobias Arlt           | Deutschland | 1:38,975 min |
| 2     | Toni Eggert Sascha Benecken        | Deutschland | 1:39,586 min |
| 3     | Christian Oberstolz Patrick Gruber | Italien     | 1:40,728 min |
| 4     | David Gamm Robin Geueke            | Deutschland | 1:40,772 min |
| 5     | Andris Šics Juris Šics             | Lettland    | 1:40,778 min |
| 6     | Andrei Bogdanow Andrei Medwedew    | Russland    | 1:40,882 min |
| 7     | Ludwig Rieder Patrick Rastner      | Italien     | 1:41,054 min |
| 8     | Tristan Walker Justin Snith        | Kanada      | 1:41,155 min |

Weitere Reihenfolge
| Platz | Sportler                               | Land |
| ----- | -------------------------------------- | ---- |
| 9     | Matt Mortensen, Jayson Terdiman        | USA  |
| 10    | Oskars Gudramovičs, Pēteris Kalniņš    | LVA  |
| 11    | Wojciech Chmielewski, Jakub Kowalewski | POL  |
| 12    | Wladislaw Juschakow, Juri Prochorow    | RUS  |
| 13    | Florian Gruber, Simon Kainzwaldner     | ITA  |
| 14    | Lukáš Brož, Antonín Brož               | CZE  |
| 15    | Park Jin-yong, Cho Jung-myung          | KOR  |
| 16    | Matěj Kvíčala, Jaromír Kudera          | CZE  |
| 17    | Cosmin Atodiresei, Ștefan Musei        | ROU  |
| 18    | Daniel Popa, Ionuț Țăran               | ROU  |
| 19    | Peter Penz, Georg Fischler             | AUT  |
| 20    | Adam Rosen, Raymond Thompson           | GBR  |
| 21    | Patryk Poręba, Karol Mikrut            | POL  |
| 22    | Jakub Šimoňák, Marek Solčanský         | SVK  |
| 23    | Alexander Denissjew, Wladislaw Antonow | RUS  |
| 24    | Kristens Putins, Karlis Matuzels       | LVA  |
| DNF   | Thomas Steu, Lorenz Koller             | AUT  |
| DNF   | Oleksandr Obolonchyk, Roman Zakharkiv  | UKR  |
| DNF   | Justin Krewson, Andrew Sherk           | USA  |

### Teamstaffel
| Platz | Nation             | Sportler                                                       | Endzeit      |
| ----- | ------------------ | -------------------------------------------------------------- | ------------ |
| 1     | Deutschland        | Natalie Geisenberger Felix Loch Wendl/Arlt                     | 2:44,062 min |
| 2     | Lettland           | Elīza Cauce Inārs Kivlenieks Šics/Šics                         | 2:45,615 min |
| 3     | Kanada             | Alex Gough Mitchel Malyk Walker/Snith                          | 2:45,907 min |
| 4     | Russland           | Semjon Pawlitschenko Tatjana Iwanowa Bogdanow/Medwedew         | 2:46,105 min |
| 5     | Vereinigte Staaten | Erin Hamlin Chris Mazdzer Mortensen/Terdiman                   | 2:46,145 min |
| 6     | Österreich         | Birgit Platzer Wolfgang Kindl Penz/Fischler                    | 2:46,167 min |
| 7     | Italien            | Sandra Robatscher Dominik Fischnaller Oberstolz/Gruber         | 2:47,077 min |
| 8     | Polen              | Ewa Kuls Maciej Kurowski Wojciech Chmielewski/Jakub Kowalewski | 2:48,920 min |

Weitere Reihenfolge
| Platz | Land       |
| ----- | ---------- |
| 9     | Rumänien   |
| 10    | Südkorea   |
| 11    | Tschechien |
| 12    | Slowakei   |
| 13    | Ukraine    |

### Männer Sprint
| Platz | Sportler            | Nation             | Endzeit  |
| ----- | ------------------- | ------------------ | -------- |
| 1     | Felix Loch          | Deutschland        | 38,574 s |
| 2     | Andi Langenhan      | Deutschland        | 38,794 s |
| 3     | Ralf Palik          | Deutschland        | 38,808 s |
| 4     | Christopher Mazdzer | Vereinigte Staaten | 38,876 s |
| 5     | Wolfgang Kindl      | Österreich         | 38,902 s |
| 6     | Johannes Ludwig     | Deutschland        | 38,934 s |
| 7     | Armin Frauscher     | Österreich         | 38,940 s |
| 8     | Mitchel Malyk       | Kanada             | 39,026 s |

Weitere Reihenfolge
| Platz | Sportler             | Land |
| ----- | -------------------- | ---- |
| 9     | David Gleirscher     | AUT  |
| 10    | Stepan Fedorow       | RUS  |
| 11    | Riks Rozītis         | LVA  |
| 12    | Semjon Pawlitschenko | RUS  |
| 13    | Roman Repilow        | RUS  |
| 14    | Inārs Kivlenieks     | LVA  |
| 15    | Tucker West          | USA  |

### Frauen Sprint
| Platz | Sportler             | Nation             | Endzeit  |
| ----- | -------------------- | ------------------ | -------- |
| 1     | Martina Kocher       | Schweiz            | 39,451 s |
| 2     | Natalie Geisenberger | Deutschland        | 39,486 s |
| 3     | Dajana Eitberger     | Deutschland        | 39,055 s |
| 4     | Summer Britcher      | Vereinigte Staaten | 39,594 s |
| 5     | Tatjana Hüfner       | Deutschland        | 39,598 s |
| 6     | Julia Taubitz        | Deutschland        | 39,641 s |
| 7     | Tatjana Iwanowa      | Russland           | 39,646 s |
| 8     | Elīza Cauce          | Lettland           | 39,698 s |

Weitere Reihenfolge
| Platz | Sportlerin           | Land |
| ----- | -------------------- | ---- |
| 9     | Natalia Wojtuściszyn | POL  |
| 10    | Alex Gough           | CAN  |
| 11    | Kimberley McRae      | CAN  |
| 12    | Erin Hamlin          | USA  |
| 13    | Jekaterina Baturina  | RUS  |
| 14    | Arianne Jones        | CAN  |
| 15    | Miriam Kastlunger    | AUT  |

### Doppelsitzer Sprint
| Platz | Sportler                           | Nation             | Endzeit  |
| ----- | ---------------------------------- | ------------------ | -------- |
| 1     | Tobias Wendl Tobias Arlt           | Deutschland        | 39,032 s |
| 2     | Georg Fischler Peter Penz          | Österreich         | 39,261 s |
| 3     | Christian Oberstolz Patrick Gruber | Italien            | 39,428 s |
| 4     | Andris Šics Juris Šics             | Lettland           | 39,452 s |
| 5     | Jayson Terdiman Matthew Mortensen  | Vereinigte Staaten | 39,573 s |
| 6     | Thomas Steu Lorenz Koller          | Österreich         | 39,593 s |
| 7     | Tristan Walker Justin Snith        | Kanada             | 39,600 s |
| 8     | Andrei Bogdanow Andrei Medwedew    | Russland           | 39,653 s |

Weitere Reihenfolge
| Platz | Sportler                               | Land |
| ----- | -------------------------------------- | ---- |
| 9     | Robin Geueke, David Gamm               | GER  |
| 10    | Alexander Denissjew, Wladislaw Antonow | RUS  |
| 11    | Justin Krewson, Andrew Sherk           | USA  |
| 12    | Ludwig Rieder, Patrick Rastner         | ITA  |
| 13    | Wladislaw Juschakow, Juri Prochorow    | RUS  |
| 14    | Lukáš Brož, Antonín Brož               | CZE  |
| DSQ   | Toni Eggert, Sascha Benecken           | GER  |

## Medaillenspiegel
| Platz  | Land        | Gold | Silber | Bronze | Gesamt |
| ------ | ----------- | ---- | ------ | ------ | ------ |
| 1      | Deutschland | 6    | 4      | 2      | 12     |
| 2      | Schweiz     | 1    | 1      | −      | 2      |
| 3      | Österreich  | −    | 1      | 1      | 2      |
| 4      | Lettland    | −    | 1      | −      | 1      |
| 5      | Italien     | −    | −      | 2      | 2      |
| 6      | Kanada      | −    | −      | 1      | 1      |
| 6      | Russland    | −    | −      | 1      | 1      |
| Gesamt | Gesamt      | 7    | 7      | 7      | 21     |